# Orã Figueiredo
Orã Figueiredo Salomão (Rio de Janeiro, 18 de novembro de 1965) é um ator e diretor brasileiro.

## Formação e carreira
Formou-se em 1987 no curso técnico da Casa das Artes de Laranjeiras, CAL, mas estreou no teatro profissional no ano anterior com "Os Melhores Anos de Nossas Vidas", de Domingos de Oliveira. Fez espetáculos infantis e atuou, em 1989, em "A Geração Trianon", de Anamaria Nunes, dirigido por Eduardo Wotzik, do Grupo TAPA. No mesmo ano fez "O Pássaro Azul", de Maurice Maeterlinck, e em "A Mulher Carioca aos 22 Anos", de João de Minas, sob a direção de Aderbal Freire Filho, com quem voltou a atuar no espetáculo sobre a biografia de Getúlio Vargas em "O Tiro Que Mudou a História", 1991, "Tiradentes, Inconfidência no Rio", 1992, ambos de Carlos Eduardo Novaes e Aderbal Freire Filho, "Instruções de Uso", 1994, e "No Verão de 1996…", 1996, também de Aderbal Freire Filho.
Em 1994, fez "Minha Alma É Imortal", criação da Companhia Teatro Autônomo, com direção de Jefferson Miranda; "Othelo", de William Shakespeare, dirigido por Marcos Voguel, e "As Guerreiras do Amor", de Domingos de Oliveira. Atuou em "A Torre de Babel", de Fernando Arrabal, direção de Gabriel Villela, 1995, e em " O Doente Imaginário", de Molière, direção de Moacyr Góes, 1996, em que interpretou o parvo Tomás com humor popular. Em 1997, atuou em "Divinas Palavras", de Ramón Del Valle-Inclán, e em "O Cavalo do Cão", de Clara Góes, ambos dirigidos por Moacyr Góes, neste último interpretando um travesti com uma ambiguidade que evita a caracterização estereotipada e, no mesmo ano, atuou em "Uiva e Vocifera", de Hamilton Vaz Pereira. Em 1998, participou de "Omelete", de José Roberto Torero.
Em 1999, atuou com o diretor Moacir Chaves em "As Desgraças de Uma Criança", de Martins Pena, e "Bispo Jesus do Rosário - A Via Sacra dos Contrários", de Clara Góes, com o encenador Moacyr Góes. Ainda em 1999, sobe à cena em "Bugiaria", de Moacir Chaves.
Em 2000, atuou em "A Megera Domada", de Shakespeare, direção de Mauro Mendonça Filho e, em 2001, está em "Todo Mundo Tem Problemas Sexuais", de Domingos de Oliveira e Alberto Goldin. No ano seguinte, fez "Por Mares Nunca Dantes", de Geraldo Carneiro, novamente em parceria com o diretor Moacir Chaves, e "Eu e Meu Guarda-Chuva", de Hugo Possolo e Branco Mello.
Recebeu Prêmio Shell de melhor ator por "O que diz Molero" (2003), de Aderbal Freire-Filho.
Em 2006, dirigiu "Cora Coralina - coração encarnado", eleito pelo jornal O Globo como um dos dez melhores espetáculos do ano.
Em 2011, dirigiu " Amorzinho" de Anton Thechkov.
Em 2010, atuou no espetáculo "Deus da Carnificina", com direção de Emilio Di Mello.

## Filmografia

### Televisão
| Ano     | Título                      | Papel                        | Nota                                                           |
| ------- | --------------------------- | ---------------------------- | -------------------------------------------------------------- |
| 2025    | Pablo & Luisão              | PM Coelho                    | Episódio: "Meu Filho Usa Drogas"                               |
| 2024    | Cilada                      | Tide                         | Episódio: "Churrasco II"                                       |
| 2023    | Sem Filtro                  | Romualdo (MuMu)              |                                                                |
| 2022    | Travessia                   | Nunes                        |                                                                |
| 2022    | Plantão sem Fim             | Clóvis                       |                                                                |
| 2022    | Pantanal                    | Reginaldo                    | Episódios: "30 de março–1° de abril" Episódios: "7–8 de abril" |
| 2019    | Impuros                     | Dr. Almeida                  |                                                                |
| 2019    | O Dono do Lar               | Robson                       |                                                                |
| 2018    | Xilindró                    | Zé Mãozinha                  | Episódio: "O Bicheiro"                                         |
| 2018    | Valentins                   | Professor Hills              | Episódio: "Um Novo Capacete" Episódio: "Desmascarado"          |
| 2017    | Cidade Proibida             | Péricles                     | Episódio: "Caso Leon"                                          |
| 2017–18 | Sob Pressão                 | Dr. Amir Salgado             |                                                                |
| 2016    | Totalmente Sem Noção Demais | Hugo Matoso                  |                                                                |
| 2015    | Totalmente Demais           | Hugo Matoso                  |                                                                |
| 2011–15 | Tapas & Beijos              | Tijolo                       |                                                                |
| 2011    | Os Anjos do Sexo            | Santoro                      |                                                                |
| 2011    | Batendo Ponto               | Paiva                        |                                                                |
| 2010    | A Turma do Pererê           | Seu Neném                    |                                                                |
| 2009–10 | Os Caras de Pau             | Vários personagens           |                                                                |
| 2009    | Aline                       | Farofa                       | Episódio: "Aline no Rio de Janeiro"                            |
| 2008    | Casos e Acasos              | Genro de Aristides/Brito     | Episódio: " As Testemunhas, o Hóspede e os Amantes"            |
| 2007    | Desejo Proibido             | Camaleão                     |                                                                |
| 2007    | A Grande Família            | Raul                         | Episódio: "Família Palace Hotel"                               |
| 2006    | O Profeta                   | Renato Salvador              |                                                                |
| 2006    | Avassaladoras: A Série      | Murilo                       | Episódio: "Como É que É?"                                      |
| 2005    | Mandrake                    | Eric Angel                   | Episódio: "Yag"                                                |
| 2004    | Senhora do Destino          | Gavião                       | Episódios: "3–4 de novembro"                                   |
| 2004    | Carga Pesada                | Atravessador                 | Episódios: "Atravessadores"                                    |
| 2003    | A Grande Família            | Roni                         | Episódio: "Tudo Que Você Nunca Quis Saber Sobre Sexo"          |
| 2002    | Coração de Estudante        | Marido de Mercedes           | Episódio: "24 de junho"                                        |
| 2002    | Papo Irado                  | Taxista                      | Episódio: "O Ídolo"                                            |
| 2001    | O Clone                     | Guia turístico               | Participação especial                                          |
| 1998    | Torre de Babel              | Segurança do Tropical Towers | Participação especial                                          |
| 1997    | Adoro Natal                 | Pessoa no Amigo Oculto       | Especial de fim de ano                                         |
| 1997    | Por Amor                    | Oliveira                     | Participação especial                                          |

### Cinema
| Ano  | Título                              | Personagem             |
| ---- | ----------------------------------- | ---------------------- |
| 2024 | Aumenta que é Rock 'n Roll          | Superintendente        |
| 2023 | Carga Máxima                        | Mário                  |
| 2022 | Pluft, o Fantasminha                | Taverneiro             |
| 2022 | Lima Barreto, ao Terceiro Dia       | Policarpo Quaresma     |
| 2021 | Benjamim Zambraia e o Autopanóptico | Empreiteiro            |
| 2021 | Júpiter                             | Mário                  |
| 2018 | Chacrinha: O Velho Guerreiro        | Seu Pimentel           |
| 2014 | Isolados                            | Policial Clóvis        |
| 2012 | Reis e Ratos                        | Esmeraldo Carvalhal    |
| 2012 | Heleno                              | Bezerra                |
| 2012 | Primeiro Dia de um Ano Qualquer     | Omar Habib             |
| 2010 | Eu e Meu Guarda-Chuva               | Bilheteiro do metrô    |
| 2008 | Meu nome não é Johnny               | Policial Civil Oswaldo |
| 2008 | Todo Mundo Tem Problemas Sexuais    | —                      |
| 2005 | Mais Uma Vez Amor                   | Taxista Vascaíno       |
| 2005 | Coisa de Mulher                     | Cobrador do ônibus     |
| 2003 | O Homem do Ano                      | Átila                  |
| 2002 | Madame Satã                         | Policial               |

## No teatro

### Direção
- 2006 - Cora Coralina - Coração Encarnado
- 2011 - Amorzinho - Um Conto de Tchekhov

### Interpretação
- 1986 - Os Melhores Anos de Nossas Vidas
- 1987 - Bafafá
- 1987 - Quem Matou o Leão?
- 1987 - O Despertar da Primavera
- 1988 - Camaleão na Lua
- 1989 - A Geração Trianon
- 1989 - O Pássaro Azul
- 1989 - J.K.
- 1990 - Flagrantes do Rio
- 1990 - A Mulher Carioca aos 22 Anos
- 1991 - O Tiro Que Mudou a História
- 1992 - Tiradentes, Inconfidência no Rio
- 1994 - As Guerreiras do Amor
- 1994 - Minha Alma É Imortal
- 1994 - Otelo
- 1994 - Instruções de Uso
- 1995 - Torre de Babel
- 1996 - O Doente Imaginário
- 1996 - No Verão de 1996...
- 1997 - Divinas Palavras
- 1997 - O Cavalo do Cão
- 1997 - Uiva e Vocifera
- 1998 - Omelete
- 1999 - Bugiaria
- 1999 - A Via Sacra dos Contrários - Bispo Jesus do Rosário
- 1999 - As Desgraças de uma Criança
- 2000 - A Megera Domada
- 2001 - Todo Mundo Tem Problemas Sexuais
- 2002 - Eu e Meu Guarda-Chuva
- 2002 - Inutilezas
- 2002 - Por Mares Nunca Dantes
- 2003 - O que diz Molero (prêmio Shell de melhor ator)
- 2005 - Duras, Marguerite
- 2006 - Molly Sweeney - Um Rastro de Luz
- 2007 - O Homem Vivo
- 2008 - Pelo Amor de Deus, Não Fala Assim Comigo!
- 2009 - Moby Dick
- 2010 - Deus da Carnificina